# Komunistyczna Partia Osetii Południowej
Komunistyczna Partia Osetii Południowej (osetyjski: Хуссар Ирыстоны Коммунистон парти (Hussar Irystony Kommuniston parti); rosyjski: Коммунистическая партия Южной Осетии) – osetyjska partia polityczna o charakterze komunistycznym. Ugrupowanie uważane jest za prorosyjskie.
Partia powstała w 1993, wywodziła się bezpośrednio z KPZR. W 2004 roku liczyła 1500 członków, ugrupowanie walczy o uznanie niepodległości Osetii Południowej.
KPOP jest kierowana przez Stanisława Koczijewa, zastępcą sekretarza generalnego jest Julija Tiechowa.
W wyborach w 1994 roku partia uzyskała 19 miejsc na 36.
W wyborach w 2004 roku partia uzyskała 24,7% głosów wyborców. Podczas wyborów prezydenckich w 2006 roku partia poparła urzędującego prezydenta Eduard Kokojty zaznaczając że nie popiera wszystkich decyzji rządu.
W 2009 roku ugrupowanie uzyskało 22,25 procent.
Jest członkiem ZPK - KPZR.